# Tio Hugo
Tio Hugo là một đô thị thuộc bang Rio Grande do Sul, Brasil. Đô thị này có diện tích 114,235 km², dân số năm 2007 là 2593 người, mật độ 22,7 người/km².